# Kabale
Kabale  este un oraș  în  Uganda. Este reședinta  districtului Kabale.